# Constanze Geiger
Constanze Therese Adelaide Geiger, (Bécs, 1835. október 16. – Dieppe, 1890. augusztus 24.) osztrák zongoraművésznő, színésznő, zeneszerző és énekesnő.

## Életrajz
Constanze Geiger Joseph Geiger zeneszerző és Theresia Geiger (született Ržiha, 1804-1865) udvari kalapkészítő lánya volt. Szülei gondozták zenei tehetségét, és apja volt az első zongoratanára. Zongoraleckéket Johann Wenzel Tomaschek, valamint Simon Sechter mellett vett.
Geiger hatévesen debütált a nyilvánosság előtt koncertzongoristaként. Saját szerzeményeit először nyolcévesen játszotta nyilvánosan. 1845 áprilisában a Pfarrkirche Rennweg am Katschbergben került sor az első nyilvános előadásra, amelyen rajta kívül más zenészek is játszották egyik szerzeményét, a Preghiera für Militärmusik című darabját.  Színházi színpadon 1852-ben debütált a Friedrich-Wilhelm-Städtische Színházban, ahol a színészkedés mellett saját szerzeményeinek zongoraművésze is volt.

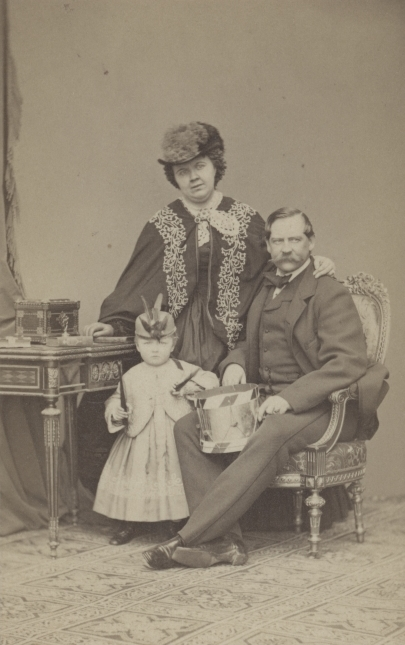
Constanze és családja

Geiger kapcsolatot kezdett Lipót szász–coburg–gotha–koháry herceggel, miután a Zum Goldenen Lamm fogadóban találkoztak. 1860. október 12-én született meg egyetlen gyermeke, Franz Assis Leopold Joseph (1860. október 12. – 1899. augusztus 29.).  1862. április 23-án feleségül ment Leopold herceghez, és ezen morganatikus házasság következtében a bárói rendbe emelkedett, bár fiukat, Franzot kizárták a Szász–Coburg-i öröklési vonalból. Házasságát követően Geiger teljesen visszavonult a színpadtól, és családjával a Radmeric-kastélyban élt. Kamarazenei és egyházzenei zeneműveit azonban továbbra is előadták. Férje 1884-ben bekövetkezett halála után Párizsba költözött. Geiger 1890. augusztus 24-én halt meg a normandiai Dieppeben.  A párizsi Montmartre temetőben temették el.

## Válogatott zeneművei
- 4 Valses, op. 3 (1845)
- Preghiera
- Ave Maria (1846)
- Duettino (tenorra és basszusgitárra)
- Frühlings-Träume Walzer, op. 8 (1847)
- Abschieds-Walzer, op. 9 (1848)
- Ferdinandus-Walzer (1848)
- Das Fuchslied als Trauermarsch (1849)
- Radetzky Marsch, op. 14, no. 1
- Sehnsucht (Romanze), op. 15 (1850)
- Carlsklänge (keringő)
- Franz Joseph-Marsch, op. 19 (1852)
- Ein Volkswalzer, op. 22a
- Nandl-Polka, op. 22b (1852)
- Elisabethen-Vermählungsmarsch (1854)
- Lanckoronsky-Marsch, op. 24
- Chinesen-Polka, op. 26
- Unbefriedigte Sehnsucht (Nocturne), op. 27 (1856)
- Herzklopfer-Walzer, op. 29 (1856)
- 'Kennst du meine Leiden?' (Nocturne), op. 30 (1856)
- 3 Nocturnes (1859)
- Kaiser-Einzugs-Marsch (1862)
- Offertorium (1873)

A Bécsi Filharmonikusok 2025-ös újévi koncertjén Geiger Ferdinandus keringője volt az első női mű, amely a hagyományos újévi hangversenyen hangzott el a Bécsi Musikverein Aranytermében. 

## Fordítás
Ez a szócikk részben vagy egészben  a   Constanze Geiger című angol Wikipédia-szócikk ezen változatának fordításán alapul.  Az eredeti cikk szerkesztőit annak laptörténete sorolja fel. Ez a jelzés csupán a megfogalmazás eredetét és a szerzői jogokat jelzi, nem szolgál a cikkben szereplő információk forrásmegjelöléseként.